# Vapor de ruedas

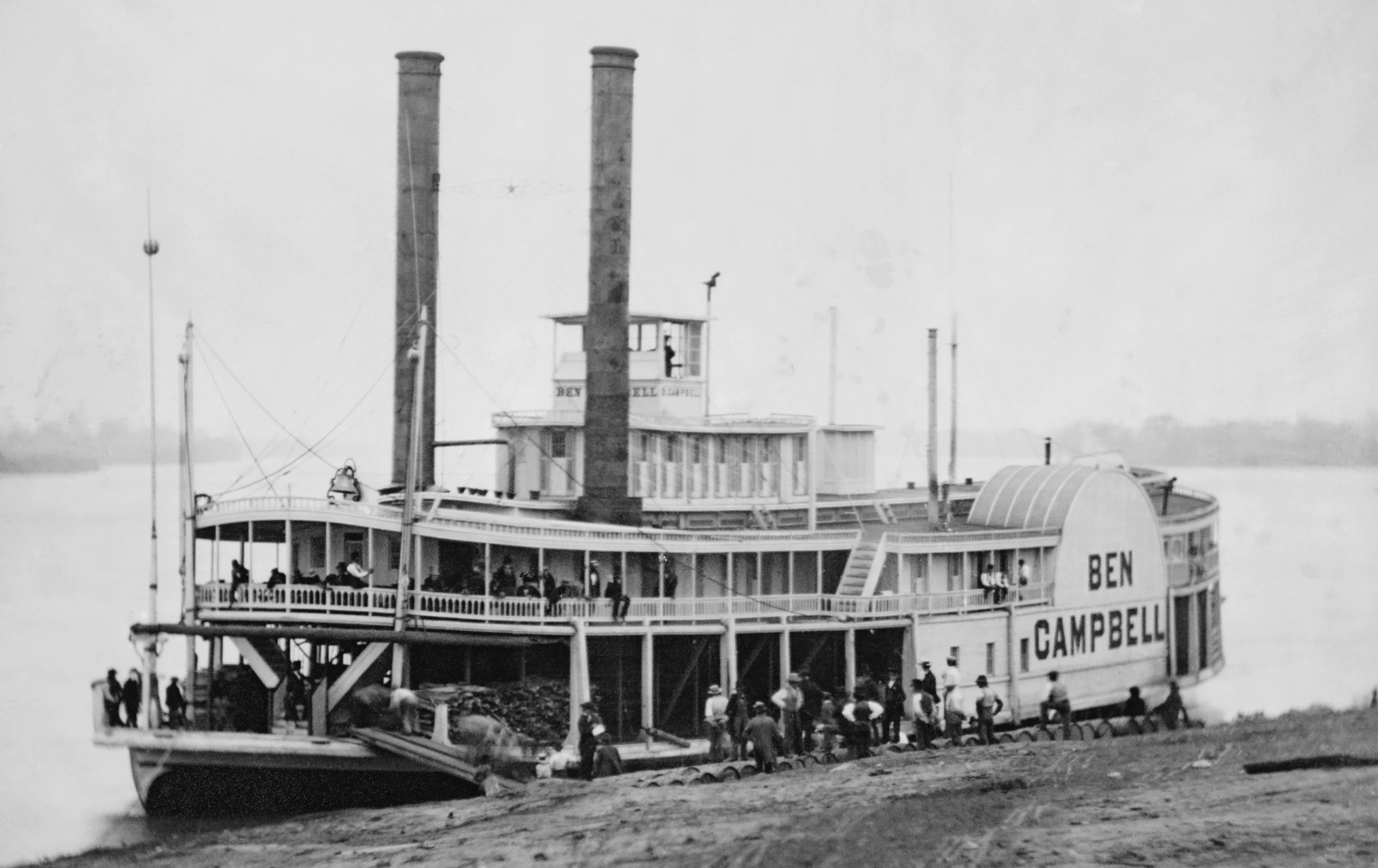
Vapor de ruedas hacia 1850.

El barco de vapor de ruedas es un tipo de buque que llevaba unas ruedas de paletas situadas generalmente a ambos lados del casco, o en la popa, diseño que durante un tiempo se extendió mucho. Al principio estos buques también llevaban mástiles con velas, sobre todo los vapores transoceánicos. Cierto tipo de vapor fluvial llevaba una sola rueda en la popa en vez de ruedas laterales.

## Historia

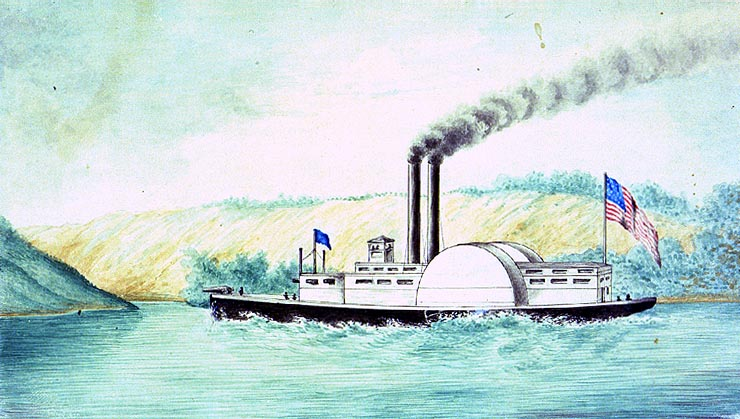
El vapor de ruedas USS Queen of the West.

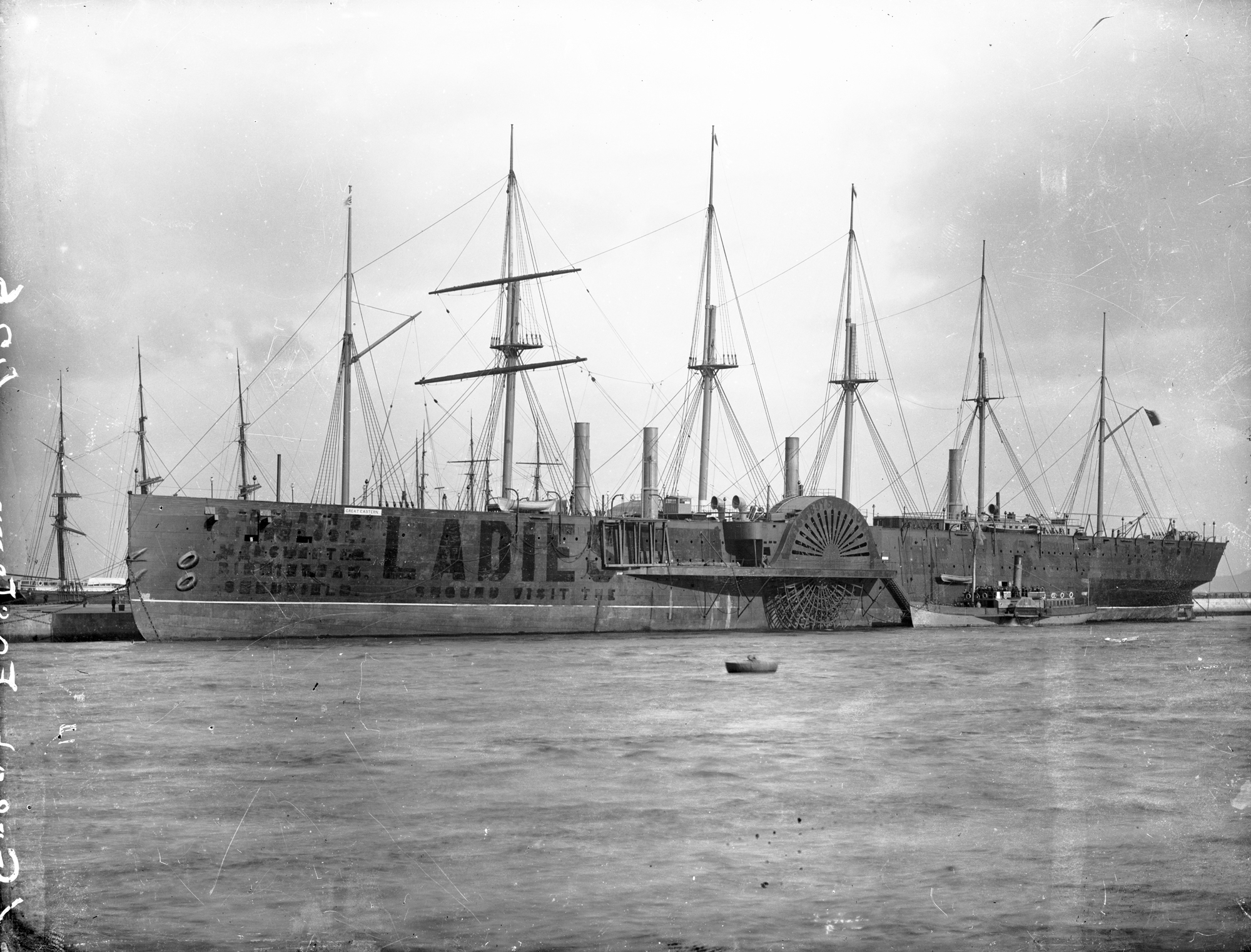
El Great Eastern llegó a ser el buque de pasajeros más grande del mundo en la segunda mitad del siglo XIX

En 1807 Robert Fulton botó su vapor Clermont y recorrió en él los 240 km que separan Nueva York de Albany surcando el río Hudson. Con este mismo barco, se establecería el primer servicio regular a vapor.
Con el paso del tiempo esta clase de barco daría paso a algunos de los buques más famosos de todos los tiempos, los vapores de ruedas fluviales, como los que circularon por el Mississippí y el Misuri. Los vapores de este tipo tuvieron tanto éxito que pronto fueron usados en muchos de los grandes ríos del planeta, como los que fueron llevados al Congo durante la época colonial. En el siglo XIX grandes vapores de ruedas fueron transportados pieza a pieza a hombros de porteadores desde la costa hasta la zona navegable del río Congo para salvar las temibles cataratas Livingstone. 

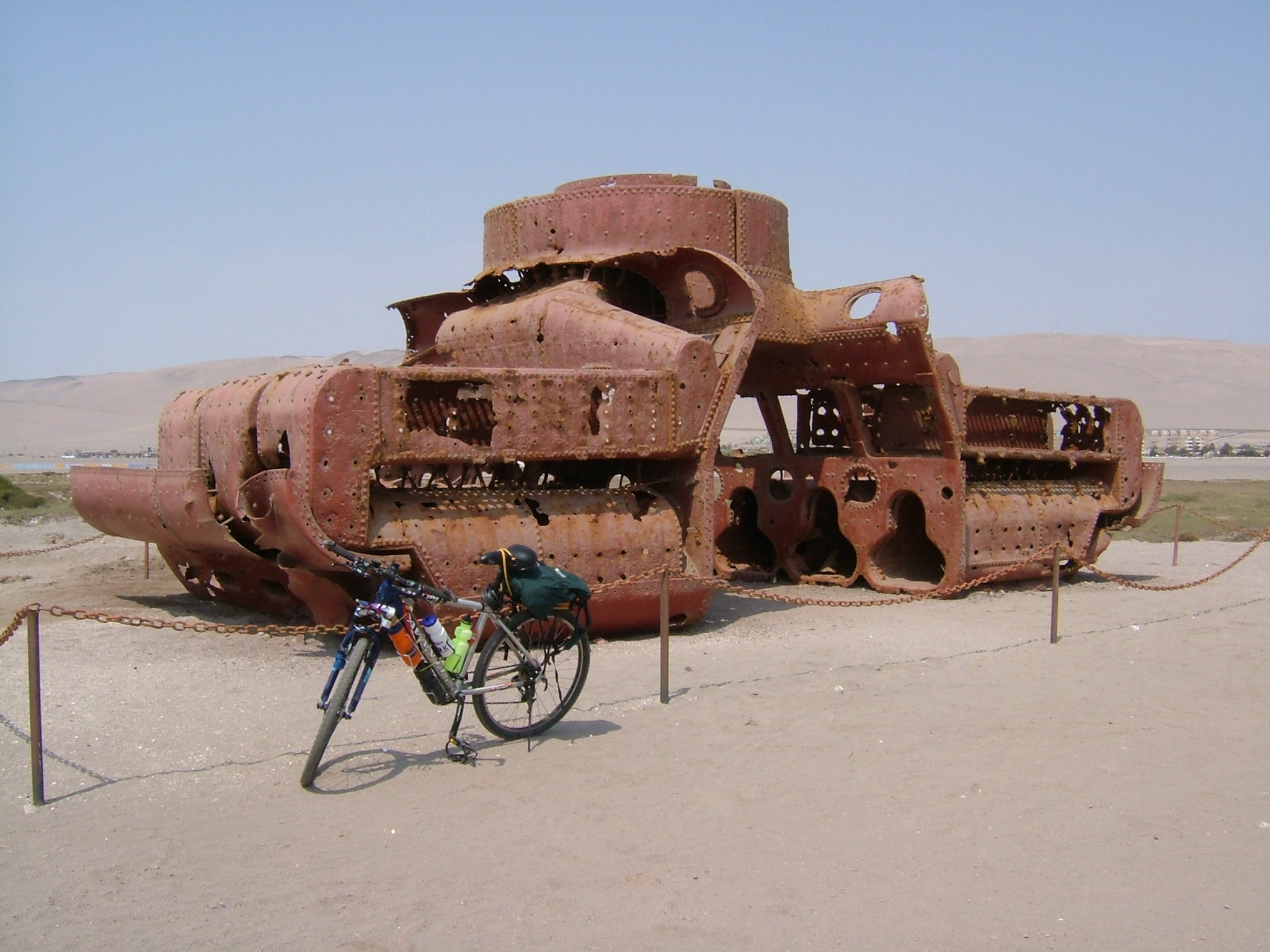
Calderas del USS Wateree (1863) de ruedas laterales.

Ejemplos de vapores de ruedas en España fueron el Colón, el Pizarro y el Blasco de Garay de la Armada Española. México fue uno de los primeros países latinoamericanos en incorporar vapores de ruedas a su Marina de Guerra con la puesta en servicio en 1842 de los buques Moctezuma y Guadalupe.
La introducción de la hélice helicoidal supuso que muchos viejos barcos de ruedas fueran dados de baja y desarmados, y se sustituyeran por buques equipados con máquinas de vapor dotadas de una transmisión con hélice sumergida. A principios del siglo XX, la mayoría de los vapores de ruedas oceánicos fueron desguazados. Sin embargo, algunos de estos buques han sobrevivido hasta nuestros días en el transporte fluvial, e incluso, la Armada de los Estados Unidos, utilizó dos de estos vapores de grandes dimensiones, como portaaviones de entrenamiento en los Grandes Lagos, el USS Wolverine y el USS Sable.

## Riverboats

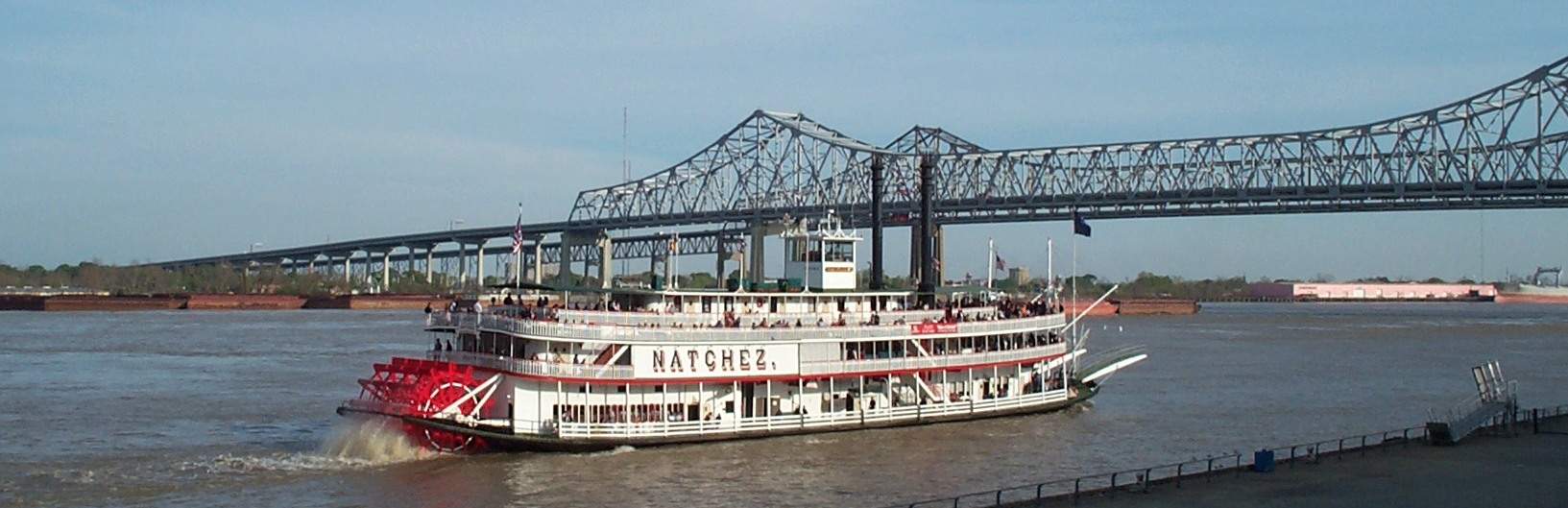
Un vapor de ruedas en Luisiana, año 2002.

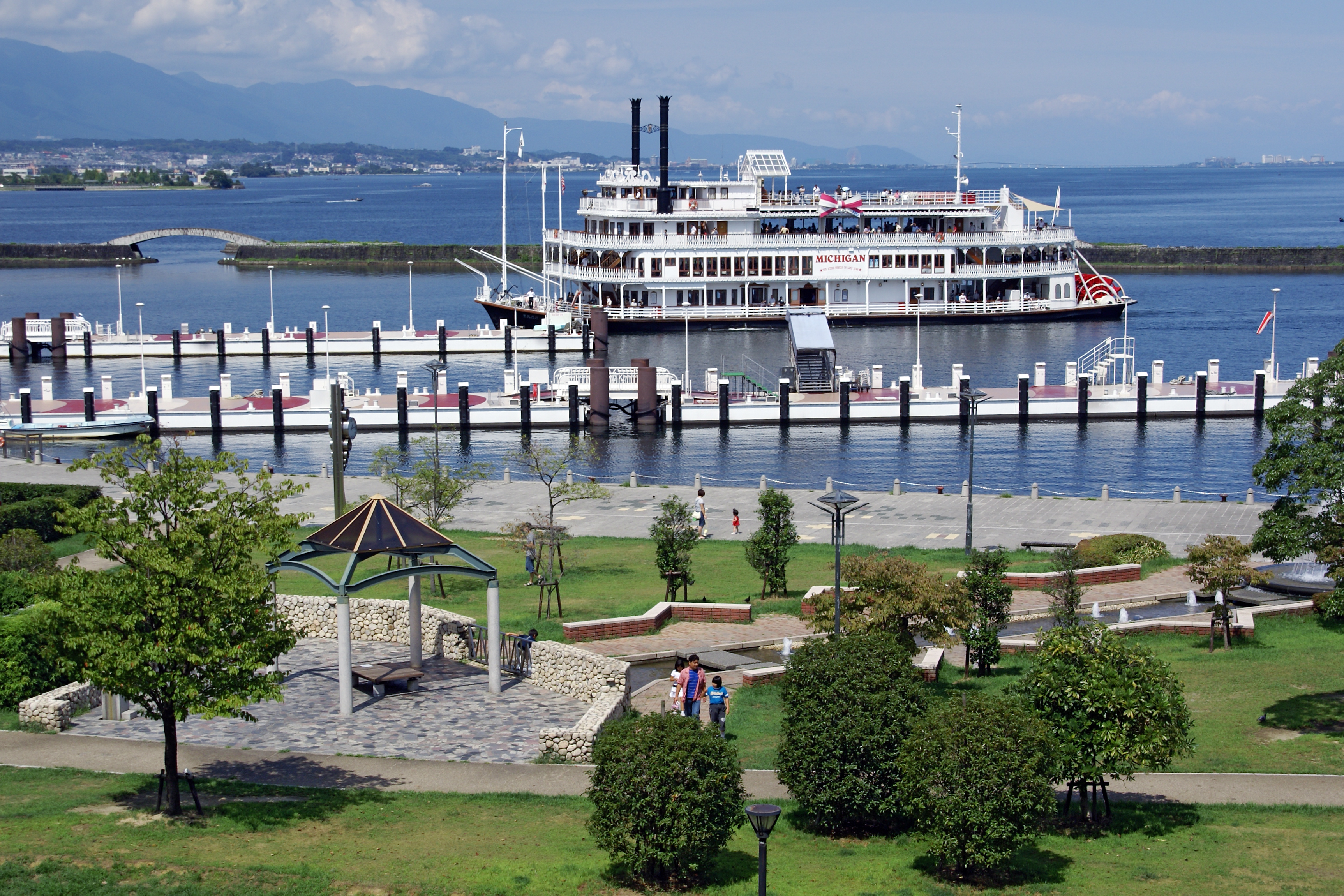
Michigan en el Lago Biwa en 2007.

Recibieron el nombre de riverboats aquellos vapores de ruedas que hacían el trayecto entre San Luis y Nueva Orleans, a través del río Misisipi, en ambos sentidos, pasando por Memphis.
Estos barcos tuvieron gran importancia en el desarrollo del jazz tradicional, por ser uno de los lugares típicos de actuaciones de las bandas pioneras. La mayor parte de estos barcos eran propiedad de la familia Strekfus, que comprendieron rápidamente las posibilidades comerciales del recién nacido jazz, e incluyeron de forma inmediata a grupos de jazz entre sus actuaciones. Ello ocurría ya en épocas tan tempranas como los años 1870, con bandas como las de James L. Harris. Más tarde, sería Fate Marable el concesionario de las actuaciones en los barcos de la compañía Strekfus, a partir de 1914, constituyendo diversas bandas con músicos como Freddie Keppard, Louis Armstrong, Johnny Dodds y otros.
Mark Twain alude en varias ocasiones a las canciones de trabajo que entonaban los negros que trabajaban en estos barcos, desde época tan temprana como 1812. De hecho, el propio Samuel Clemens (nombre verdadero de Twain) tomó su seudónimo de la letra de uno de estos cantos.
Muchos de estos barcos, consiguieron fama particular, como es el caso del Capitol, desguazado en 1942; el J.S. y el St. Paul, centros de operaciones de Fate Marable; el Camelia, anterior a la Primera Guerra Mundial; etc. La tradición del jazz en los vapores del Misisipi permanece hasta hoy en día.